# 佐藤ももサロワンウエキ
佐藤 ももサロワンウエキ（さとう ももサロワンウエキ、2007年7月27日 - ）は、パラオ出身の日本の女子サッカー選手。ポジションはフォワード。

## 経歴・人物
- 父はパラオ人、母が日本人のハーフ。正式な名前は「ももサロワンウエキ」である[2]。
- 父はアマチュアレスリングの選手で、アメリカ合衆国のローカル大会で優勝経験を持つ人物であると言う[3]。
- 兄の影響でサッカーを始める。
- 小学校年代は泰野FCという大阪府池田市のジュニアサッカーチームに所属。北摂ガールズという兵庫県の女子サッカーチーム（正式なジュニアサッカーチームでなく、地域の寄せ集めの女子サッカーチーム）も同時に所属。北摂ガールズではFWで全国大会を経験した。
- 中学校年代では大阪府北部のジュニアサッカーチーム「ROOTS ENJOY SPORTS COMMUNITY」（RESC）に所属、2022年度「高円宮妃杯JFA第27回全日本U-15女子サッカー選手権大会」に出場し、一回戦のU-15栃木サッカークラブレディース戦で得点を挙げている[4]。
- また中学校の3年間はJFAアカデミー堺[注 1]に入校[5]。アカデミーでサッカーの基礎を学んだ。
- 2023年に大商学園高等学校に入学し、2024年現在も在学中[2]。

### 年代別代表
- 年代別代表では2022年に、「HiFA 平和祈念 2022 Balcom BMW CUP 広島女子サッカーフェスタ」に出場するU-15日本女子代表に選出された[6]。
- 2024年5月にインドネシアで開催された「AFC U17女子アジアカップ2024」に、U-17日本女子代表として出場し、先発出場したグループステージ第2戦のオーストラリア戦で2得点を挙げるなどの活躍を見せた[7]。
- 2024年10月にドミニカ共和国で開催される「2024 FIFA U-17女子ワールドカップ」の代表に選出された[8]。

## 個人成績

### 代表

#### 出場大会
- U-15日本女子代表
  - HiFA 平和祈念 2022 Balcom BMW CUP 広島女子サッカーフェスタ
- U-17日本女子代表
  - AFC U17女子アジアカップ2024 (準優勝、4試合出場2ゴール)
  - 2024 FIFA U-17女子ワールドカップ